# Lesmont
Lesmont és un municipi francès situat al departament de l'Aube i a la regió del Gran Est. L'any 2007 tenia 355 habitants, el 2017 eren 306.

## Demografia

### Població
El 2007 la població de fet de Lesmont era de 355 persones. Hi havia 138 famílies de les quals 28 eren unipersonals (12 homes vivint sols i 16 dones vivint soles), 57 parelles sense fills, 49 parelles amb fills i 4 famílies monoparentals amb fills.
La població ha evolucionat segons el següent gràfic:
Habitants censats

### Habitatges
El 2007 hi havia 174 habitatges, 143 eren l'habitatge principal de la família, 20 eren segones residències i 11 estaven desocupats. 169 eren cases i 2 eren apartaments. Dels 143 habitatges principals, 115 estaven ocupats pels seus propietaris, 21 estaven llogats i ocupats pels llogaters i 6 estaven cedits a títol gratuït; 1 tenia una cambra, 5 en tenien dues, 19 en tenien tres, 32 en tenien quatre i 85 en tenien cinc o més. 100 habitatges disposaven pel capbaix d'una plaça de pàrquing. A 74 habitatges hi havia un automòbil i a 58 n'hi havia dos o més.

## Economia
El 2007 la població en edat de treballar era de 211 persones, 167 eren actives i 44 eren inactives. De les 167 persones actives 150 estaven ocupades (84 homes i 66 dones) i 17 estaven aturades (8 homes i 9 dones). De les 44 persones inactives 11 estaven jubilades, 12 estaven estudiant i 21 estaven classificades com a «altres inactius».

### Ingressos
El 2009 a Lesmont hi havia 140 unitats fiscals que integraven 363 persones, la mediana anual d'ingressos fiscals per persona era de 15.882 €.

### Activitats econòmiques
Dels 12 establiments que hi havia el 2007, 1 era d'una empresa alimentària, 1 d'una empresa de construcció, 3 d'empreses de comerç i reparació d'automòbils, 1 d'una empresa de transport, 3 d'empreses d'hostatgeria i restauració, 1 d'una empresa de serveis i 2 d'empreses classificades com a «altres activitats de serveis».
Dels 5 establiments de servei als particulars que hi havia el 2009, 1 era una oficina de correu, 1 taller de reparació d'automòbils i de material agrícola, 1 electricista i 2 restaurants.
L'únic establiment comercial que hi havia el 2009 era una fleca.
L'any 2000 a Lesmont hi havia 7 explotacions agrícoles.

## Equipaments sanitaris i escolars
El 2009 hi havia una escola elemental integrada dins d'un grup escolar amb les comunes properes formant una escola dispersa.